# A nők bálványa
A nők bálványa (Gueule d'amour) 1937-ben bemutatott fekete–fehér francia filmdráma Jean Grémillon rendezésében.  
Magyarországon 1939. október 21-én mutatták be, akkor Mámor címen. 
További magyar címei: A jóképű fiú; A szerelem arca; Szívrablók.

## Cselekménye
Orange városkában „a nők bálványa”, a fiatal Lucien Bourrache szpáhi altiszt ezredénél táviratot kap: elhunyt nagynénjétől tízezer frankot örökölt. Az örökséggel zsebében Cannes-ba megy, ott beleszeret a szép Madeleine-be; kölcsön is adja neki az örökséget, majd könnyű szívvel veszi tudomásul, hogy a játékteremben a nő elvesztette a pénzt. Közben Lucien leszerelt, és mivel levelére nem kap választ, Madeleine után Párizsba megy. Barátja, René, a fiatal orvos hiába tartóztatja. A nő párizsi lakásában fogadja és vissza akarja adni a kölcsönt, de Luciennek nem a tízezer frankos csekkre, hanem Madeleine szerelmére volna szüksége. Boldogan töltik el az estét, másnap Madeleine mégsem megy el a találkozóra. Lucien újra elmegy a lakására, ahol a nő anyjától tudja meg, hogy Madeleine egy gazdag ember, Moreau kitartottja, annak jóvoltából éli fényűző életét. 
Amikor a nő megérkezik, Lucien felelősségre vonja és követeli tőle, hogy küldje el a lakájt és az anyát a házból. Egy telefonhívásra megérkezik Moreau, de Lucien őt is távozásra szólítja fel. Ez már sok Madeleine-nek, elküldi Lucient. A férfi visszautazik Orange-ba, elmondja csalódását barátjának, René viszont boldogan újságolja, hogy a városi szállóban beleszeretett egy Madeleine nevű betegébe. Lucien megérti, hogy a nő utánajött Orange-ba, és óvni szeretné tőle Renét, aki azonban azt hiszi, hogy csak a féltékenység beszél belőle. Lucient otthon Madeleine várja, de ő tudni sem akar róla, sőt felelősségre vonja a nőt, amiért Renét bolondítja. Madeleine elismeri és telefonon nyersen közli is az orvossal, hogy nincs közük egymáshoz. Lucien felháborodik, a nő szerelemért könyörög, és miközben a férfi dühödten el akarja hallgattatni, véletlenül megöli. Lucien tettétől elborzadva keresi fel barátját, aki vonatra ülteti, hogy majd Afrikában, az idegenlégióban vezekeljen.

## Szereplők
- Jean Gabin  – Lucien Bourrache
- Mireille Balin  – Madeleine Courtois
- Pierre Etchepare  – szállóigazgató
- Henri Poupon  – Monsieur Cailloux, vendéglős
- Jean Aymé  – Adrien, inas
- Pierre Magnier  – ezredparancsnok Orange-ban
- Marguerite Deval  – Madeleine anyja
- René Lefèvre  – René Dauphin, Lucien barátja
- Jane Marken – Mme Cailloux
- Robert Casa – Jean-Pierre Moreau
- André Siméon – étteremtulajdonos
- Maurice Baquet – beteg katona
- André Carnège – kapitány Orange-ban
- Lucien Dayle
- Paul Fournier
- Pierre Labry
- Louis Florencie
- Frédéric Mariotti
- Jean-François Martial